# Villa Pellet

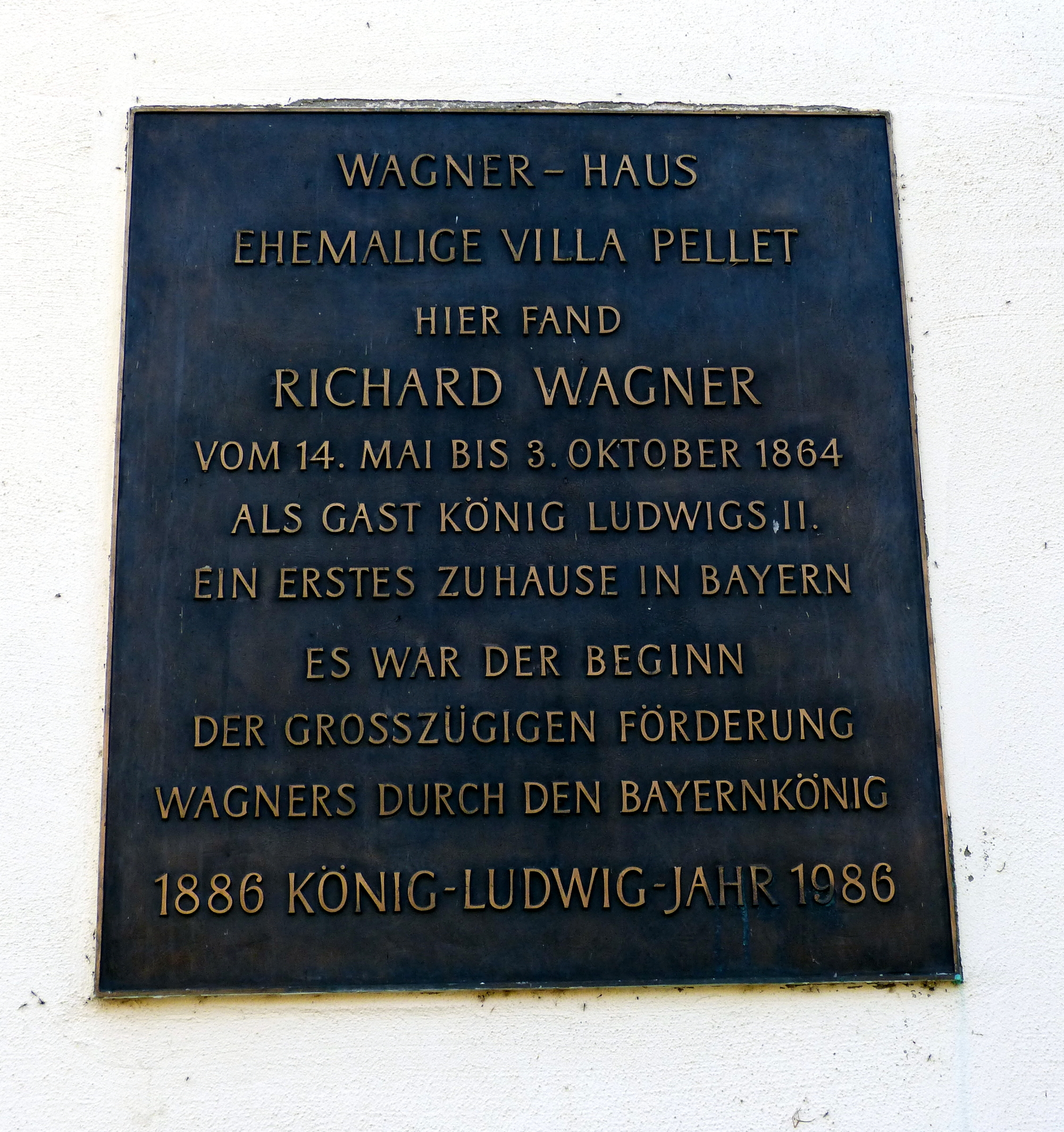
Gedenktafel zur Erinnerung an Richard Wagner

Die Villa Pellet in Kempfenhausen, einem Gemeindeteil von Berg im oberbayerischen Landkreis Starnberg, wurde 1855 errichtet und ab 1899 erweitert. Die Villa an der Münchner Straße 57 ist ein geschütztes Baudenkmal.

## Geschichte
Der Königlich Bayerische Posthalter und Gasthofbesitzer Andreas Pellet aus Starnberg errichtete 1855 ein Landhaus mit Seeterrassen, großem Park, Gärtnerei und Obstgarten am Ostufer des Starnberger Sees. Im Sommer 1864 mietete König Ludwig II die Villa für seinen Freund Richard Wagner an, der von dort täglich mit der Kutsche nach München oder zum Schloss Berg fuhr. Nach dem Tod von Andreas Pellet im Jahr 1866 verkaufte seine Witwe das Anwesen an den russischen Feldmarschall Fürst Alexander Iwanowitsch Barjatinski, der das Haus ab 1898 umbauen und erweitern ließ.
1907 errichtete das Fürstenpaar ein Gästehaus. Als 1912 Fürst Bariatinsky starb, verließ seine Witwe 1914 kriegsbedingt das Anwesen und der Besitz wurde vom Staat eingezogen. Von 1919 bis 1930 war die Gräfin Marguerite von Oberndorff Eigentümerin. Danach stand das Anwesen leer, bis die Pädagogin Elisabeth Hunaeus 1938 ein „Seminar für Frauenbildung“ eröffnete. Während des Zweiten Weltkriegs diente das Gebäude als Kinderheim, später als Bildungseinrichtung für Kindergärtnerinnen und Hortnerinnen, als Mädchenmittelschule und als Haushaltsschule.
1967 übergab Elisabeth Hunaeus das Anwesen mit dem rund 30.000 Quadratmeter großen Grundstück an den Zweckverband Bayerische Landschulheime, der die Bildungseinrichtung unter dem Namen Landschulheim Kempfenhausen weiterführte.

## Ausstattung
In der Villa ist die Ausstattung der Bibliothek im Stil des Neuempire aus dem Jahr 1907 erhalten. Ebenso die Ausstattung des ehemaligen Salons, der um 1905 entstand.